# Music for 18 Musicians
Music for 18 Musicians è un'opera di Steve Reich, esponente di spicco del minimalismo musicale. Composta nel periodo 1974-1976, la prima esecuzione in pubblico risale al 24 aprile 1976 al Town Hall di New York. In seguito, fu pubblicata una registrazione dell'opera tramite l'etichetta ECM, nella collana New Series.

## Storia
Music for 18 Musicians è stato scritto per un violoncello, un violino, due clarinetti, quattro pianoforti, tre marimba, due xilofoni, un vibrafono, e quattro voci femminili.
L'opera è basata su una serie ciclica di undici accordi. Ogni singolo pezzo è basato su uno degli accordi, e alla fine dell'esecuzione si ritorna al punto originario. Le sezioni si intitolano semplicemente Pulses e Section da I a XI. Music for 18 Musicians è stato il primo tentativo di Reich fatto per grandi formazioni orchestrali, e la gran quantità di musicisti sulla scena fa sì che si generi una crescita di effetti psicoacustici, che affascinarono Reich, il quale ha dichiarato di voler approfondire questo campo. Un fattore nodale in questo lavoro è sicuramente l'incremento di armonie e melodie, e il modo in cui queste si sviluppano nel brano. Un altro importante fattore è l'uso del respiro umano, principalmente nei clarinetti e nelle voci, che contribuisce a dare struttura e impulso al brano. Il musicista suona la nota pulsante fin quando può sostenerla col respiro, mentre ogni accordo è interpretato dall'orchestra, assieme alle vigenti note sostenute dal fiato nell'espirazione. Il vibrafono è usato per indicare all'orchestra il passaggio e le transizioni tra le "Sections" (titoli dei brani).
Alcuni brani hanno una struttura ad ABCDCBA, e Steve Reich ha fatto sapere che questo lavoro possiede più movimenti armonici nei primi cinque minuti di ogni altro lavoro da lui scritto.

## Registrazioni
Sono avvenute molte esecuzioni pubbliche di quest'opera, e cinque note registrazioni commerciali:
- Steve Reich Music for 18 Musicians (ECM)
- The Ensemble Modern version
- The Nonesuch version, played by Reich and musicians along with new musicians
- The Amadinda Percussion Group version, a live concert recording
- The Grand Valley State University New Music Ensemble version